# Осада Керетаро (1867)
Осада Керетаро (исп. Sitio de Querétaro) — последнее сражение во время французской интервенции в Мексику, проходившее 6 марта — 15 мая 1867 года между мексиканскими республиканской и императорской армиями и окончившееся поражением войск императора Максимилиана.

## Предыстория
Республиканское сопротивление и хрупкий баланс сил в Европе (при растущей мощи Пруссии после победоносной войны против Австрии) вынудили императора Франции Наполеона III в конце 1866 года вывести почти все французские войска, оставив императору Мексики Максимилиану его сторонников, несколько австрийских и бельгийских отрядов добровольцев и Иностранный легион. После ухода французов мексиканские императорские войска были сосредоточены в центре страны. К концу февраля 1867 года Мехико, Пуэбла и Керетаро оставались последними городами, находившимися в руках имперцев.
Генералы империи решили сделать город Керетаро базой операций, чтобы начать кампанию против республиканских войск, которые концентрировались в Сан-Луисе по приказу президента Мексики Бенито Хуареса. 19 февраля в Керетаро прибыл император Максимилиан с подкреплением в 1600 человек и двенадцатью пушками, где был с энтузиазмом встречен генералами, своими сторонниками. Смотр войск показал, что под ружьем находилось 9000 человек, в том числе около 600 французов. Артиллерии имелось 39 пушек.
На первом военном совете, состоявшемся 22 февраля, было отвергнуто предложение немедленно вступить в бой с подходившими республиканскими войсками.

## Ход сражения
5 марта республиканские войска сконцентрировались вокруг Керетаро и начали готовиться к осаде. Республиканская армия генерала Мариано Эскобедо насчитывала 40 000 человек и была вооружена оружием, подаренным правительством США после только что закончившейся гражданской войны.
Республиканцы несколько раз безуспешно пытались захватить город штурмом: первые бои произошли 12 марта, но самые ожесточенные — 14 и 17 марта. 14 марта республиканские войска атаковали имперскую ставку в монастыре Ла-Крус, но были отбиты со значительными потерями.
22 марта генерал Мирамон возглавил экспедицию вниз по долине, которая захватила некоторое количество провизии и отвлекла внимание республиканцев от прорвавшегося генерала Маркеса, ушедшего ночью с 1200 всадниками в Мехико за подкреплением.
24 марта республиканский генерал Рамон Корона предпринял штурм имперской цитадели Каса-Бланка, но был отбит частями генералов Мирамона, Мехии и Мендеса, потеряв 2000 человек.
1 апреля Мирамон возглавил контратаку на холм Сан-Грегорио, но из-за отсутствия подкреплений атака не имела решительного результата.
11 апреля имперцы попытались прорвать осаду и связаться с генералом Маркесом, но понесли серьезные потери и отступили. Между тем, 12 апреля республиканский генерал Порфирио Диас с 15 000 окружил Мехико, обороняемый Маркесом, и не позволил последнему отправить помощь в Керетаро.
17 апреля по приказу Максимилиана, лишенного связи с внешним миром и со своими союзниками, не имевшего известий от Маркеса, была предпринята еще одна попытка прорвать осаду, которая также не удалась.
27 апреля генерал Мирамон неожиданно атаковал с двумя тысячами человек позицию на холме Чиматарио, защищаемую примерно десятью тысячами республиканцев, и, рассеяв тысячи и взяв в плен 500 человек, сумел пробить брешь в южной линии на несколько часов. Но имперцы потеряли время, планируя свой следующий шаг, прибыли республиканские резервы и отбросили противника.
1 и 3 мая имперцы попытались прорвать осаду на нескольких фронтах, но вновь были отбиты. Осажденным не хватало продовольствия и боеприпасов, некоторые старшие офицеры стали прямо призывать императора сдаться.
На 15 мая осажденные запланировали прорвать осаду и попытаться присоединиться к остальной части своей армии в Мехико или найти убежище в горной цепи Сьерра-Горда. Но, к их несчастью, полковник Мигель Лопес перешёл на сторону противника, что в ночь на 15 мая позволило республиканским войскам захватить монастырь Ла-Крус, одну из главных позиций, а затем и весь город.

## Результаты
Император Максимилиан и его генералы попали в плен. 14 июня Максимилиана, Мирамона и Мехию судили, приговорив к смертной казни. Утром 19 июня в Серро-де-лас-Кампанас Максимилиан вместе со своими генералами был расстрелян.
С победой республиканцев в Керетаро Вторая Мексиканская империя фактически прекратила свое существование. Консервативная партия перестала быть политическим фактором, и республика окончательно укрепилась. 15 июля президент Хуарес триумфально въехал в Мехико.